# Viktor Sjasjerin
Viktor Sjasjerin (Russisch: Виктор Шашерин) (Alma-Ata, 23 juli 1962) is een Russisch voormalig langebaanschaatser.
Viktor Sjasjerin was tussen 1982 en 1988 actief in de internationale schaatssport. In 1987 behaalde hij zijn enige overwinning in een schaatswedstrijd en wel op de 1500 meter tijdens een World Cup op de ijsbaan van Davos. Verder behaalde hij een derde plaats bij WK allround van 1986 achter Hein Vergeer en Oleg Bozjev. In 1986 en 1988 werd hij allround kampioen van de Sovjet-Unie.

## Records

### Wereldrecords
| Nr.  | Afstand                  | Tijd     | Datum           | Baan  |
| ---- | ------------------------ | -------- | --------------- | ----- |
| jr1. | 10.000 meter (junioren)* | 14.25,29 | 31 maart 1982   | Medeo |
| 1.   | Grote vierkamp           | 161,550  | 26 maart 1983   | Medeo |
| 2.   | 5000 meter               | 6.49,15  | 23 maart 1984   | Medeo |
| 3.   | Grote vierkamp           | 160,807  | 24 maart 1984   | Medeo |
| 4.   | 3000 meter               | 4.03,22  | 18 januari 1986 | Medeo |

* = officieus wereldrecord

### Adelskalender
Viktor Sjasjerin heeft twee periodes aan de top van de Adelskalender gestaan: eerst van 17 maart 1983 tot 28 december 1983 (286 dagen) en een tweede keer van 23 maart 1984 tot 15 februari 1987 (1059 dagen). In totaal heeft Viktor Sjasjerin 1345 dagen aan de top van de Adelskalender gestaan.
Hieronder staan de persoonlijke records (PR's) waarmee Viktor Sjasjerin aan de top van de Adelskalender kwam en de PR's die hij had staan toen hij van de eerste plek verdreven werd. Tevens zijn de gegevens weergegeven van de schaatsers die voor en na hem aan de top van de lijst stonden.
| Datum      | 500 m | 1500 m  | 5000 m  | 10.000 m | Punten  | Voorganger / Opvolger |
| ---------- | ----- | ------- | ------- | -------- | ------- | --------------------- |
| 23-02-1980 | 37,63 | 1.54,79 | 6.59,15 | 14.28,13 | 161,214 | Eric Heiden           |
| 17-03-1983 | 37,91 | 1.54,37 | 6.56,84 | 14.25,29 | 160,981 |                       |
| 27-12-1983 | 37,6  | 1.53,70 | 6.55,43 | 14.25,29 | 160,307 |                       |
| 28-12-1983 | 38,0  | 1.53,22 | 6.58,59 | 14.05,91 | 159,894 | Andrej Bobrov         |
| 23-03-1984 | 37,59 | 1.53,70 | 6.49,15 | 14.25,29 | 159,669 |                       |
| 15-02-1987 | 37,24 | 1.52,70 | 6.51,28 | 14.28,45 | 159,357 | Nikolaj Goeljajev     |

## Resultaten
| Jaar | EK Allround | Olympische Spelen | WK Allround | WK Junioren |
| ---- | ----------- | ----------------- | ----------- | ----------- |
| 1981 |             |                   |             | 5e          |
| 1982 |             |                   | 7e          |             |
| 1983 | 12e         |                   |             |             |
| 1984 |             | 6e 1000m 8e 1500m |             |             |
| 1985 |             |                   | 16e         |             |
| 1986 | 4e          |                   | Brons       |             |
| 1987 |             |                   | 6e          |             |
| 1988 |             |                   | NC17        |             |

- = geen deelname
NC17 = niet gekwalificeerd voor de laatste afstand, maar wel als 17e geklasseerd in de eindrangschikking

### Medaillespiegel
| Kampioenschap | Goud · | Zilver · | Brons · |
| ------------- | ------ | -------- | ------- |
| WK Allround   | 0      | 0        | 1       |

Rudolf Ericson · Peder Østlund · Jaap Eden · Oscar Mathisen · Ivar Ballangrud · Michael Staksrud · Åke Seyffarth · Nikolaj Mamonov · Hjalmar Andersen · Boris Sjilkov · Dmitri Sakoenenko · Juhani Järvinen · Knut Johannesen · Jonny Nilsson · Per Ivar Moe · Eduard Matoesevitsj · Ard Schenk · Kees Verkerk · Magne Thomassen · Hans van Helden · Vladimir Lobanov · Jan Egil Storholt · Sergej Martsjoek · Vladimir Belov · Eric Heiden · Viktor Sjasjerin · Andrej Bobrov · Nikolaj Goeljajev · Michael Hadschieff · Eric Flaim · Johann Olav Koss · Falko Zandstra · Rintje Ritsma · Gianni Romme · Jochem Uytdehaage · Chad Hedrick · Sven Kramer · Shani Davis · Patrick Roest